# Адамсбург (Пенсільванія)
Адамсбург (англ. Adamsburg) — місто (англ. borough) в США, в окрузі Вестморленд штату Пенсільванія. Населення — 142 особи (2020).

## Географія
Адамсбург розташований за координатами 40°18′45″ пн. ш. 79°39′15″ зх. д. / 40.31250° пн. ш. 79.65417° зх. д. (40.312440, -79.654275).  За даними Бюро перепису населення США в 2010 році місто мало площу 0,72 км², уся площа — суходіл.

## Демографія
Згідно з переписом 2010 року, у селищі мешкали 172 особи в 75 домогосподарствах у складі 51 родини. Густота населення становила 237 осіб/км².  Було 92 помешкання (127/км²).
Расовий склад населення:
| - 97,7 % — білих - 1,2 % — чорних або афроамериканців - 1,2 % — азіатів |

До двох чи більше рас належало 0,0 %. Частка іспаномовних становила 0,6 % від усіх жителів.
За віковим діапазоном населення розподілялося таким чином: 20,3 % — особи молодші 18 років, 60,5 % — особи у віці 18—64 років, 19,2 % — особи у віці 65 років та старші. Медіана віку мешканця становила 44,0 року. На 100 осіб жіночої статі у селищі припадало 100,0 чоловіків;  на 100 жінок у віці від 18 років та старших — 95,7 чоловіків також старших 18 років.
Середній дохід на одне домашнє господарство  становив 57 203 долари США (медіана — 49 583), а середній дохід на одну сім'ю — 67 469 доларів (медіана — 56 875). За межею бідності перебувало 18,7 % осіб, у тому числі 47,2 % дітей у віці до 18 років та 0,0 % осіб у віці 65 років та старших.
Цивільне працевлаштоване населення становило 92 особи. Основні галузі зайнятості: освіта, охорона здоров'я та соціальна допомога — 27,2 %, виробництво — 19,6 %, роздрібна торгівля — 16,3 %.